# 青山乡 (榆树市)
青山乡，是中华人民共和国吉林省长春市榆树市下辖的一个乡镇级行政单位。

## 行政区划
青山乡下辖以下地区：
青山村、日升村、长富村、于浩村、曹家村、岳家村、会才村、杨木村、新发村、三兴村和年余村。